# Victrix
Victrix is een geslacht van motten uit de familie Noctuidae beschreven door Otto Staudinger in 1879. Het kan synoniem zijn met het geslacht Moureia.

## Soorten
Het geslacht bevat de volgende soorten:
- Victrix agenjoi (Fernández, 1931)
- Victrix ambrosiana
- Victrix boursini (Draudt, 1936)
- Victrix chloroxantha (Boursin, 1957)
- Victrix cinnamomina
- Victrix fasciata
- Victrix frigidalis Varga & Ronkay, 1991
- Victrix gracilis (Wagner, 1931)
- Victrix griseola
- Victrix illustris Varga & Ronkay, 1991
- Victrix karsiana Staudinger, 1879
- Victrix lichenodes Boursin, 1969
- Victrix macrosema (Boursin, 1957)
- Victrix marginelota (de Joannis, 1888)
- Victrix maurorum
- Victrix microglossa (Rambur, 1858)
- Victrix perlopsis Draudt, 1950
- Victrix pinkeri Hacker & Lödl, 1989
- Victrix precisa (Warren, 1909)
- Victrix sassanica Wiltshire, 1961
- Victrix subplumbeola
- Victrix suffusa
- Victrix superior (Draudt, 1950)
- Victrix tabora (Staudinger, 1892)
- Victrix tristis (Rungs, 1945)
- Victrix umovii (Eversmann, 1846)